# Fraßdorf
Fraßdorf ist ein Ortsteil der Stadt Südliches Anhalt im Landkreis Anhalt-Bitterfeld in Sachsen-Anhalt.

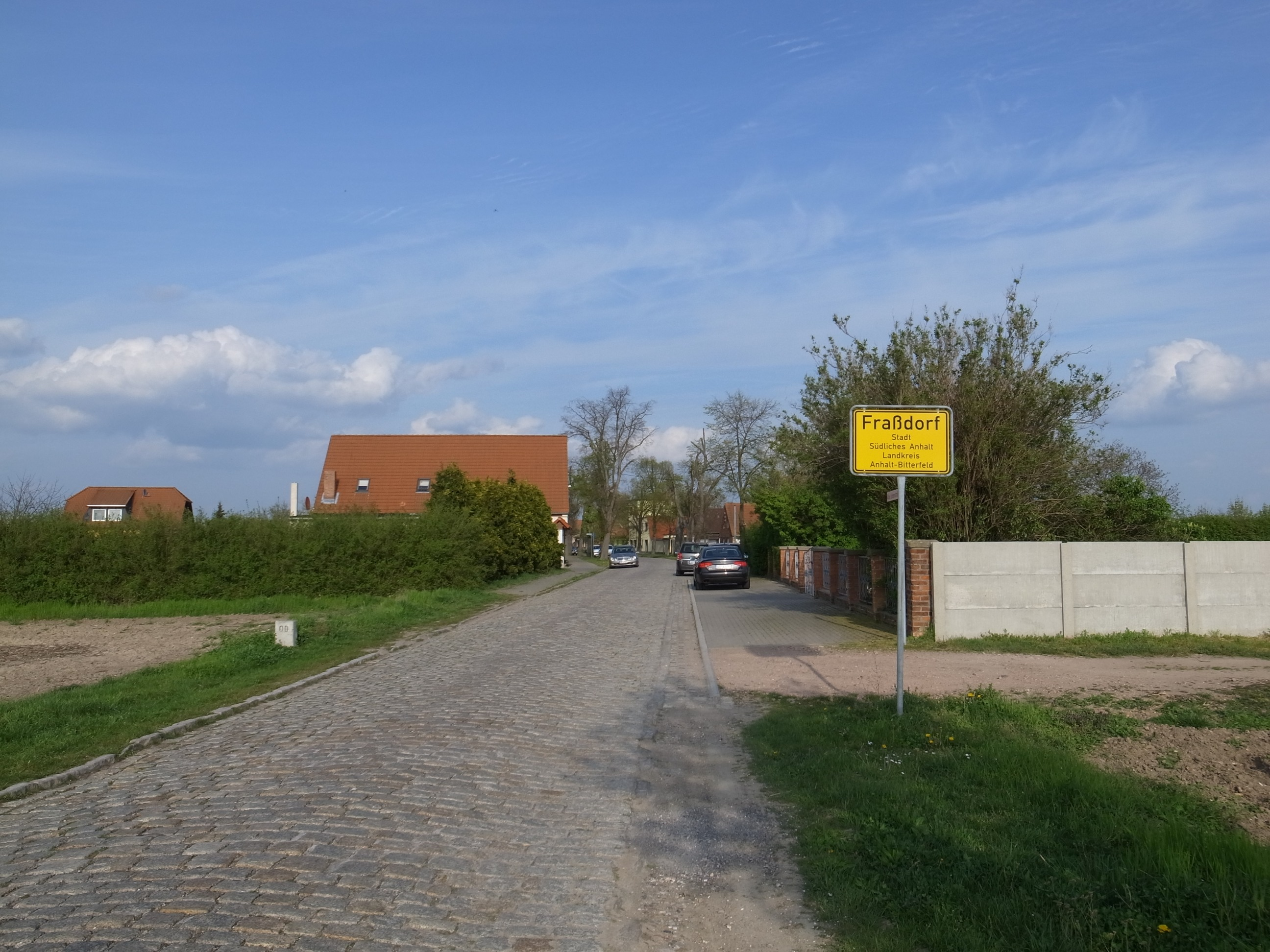
Ortseingang

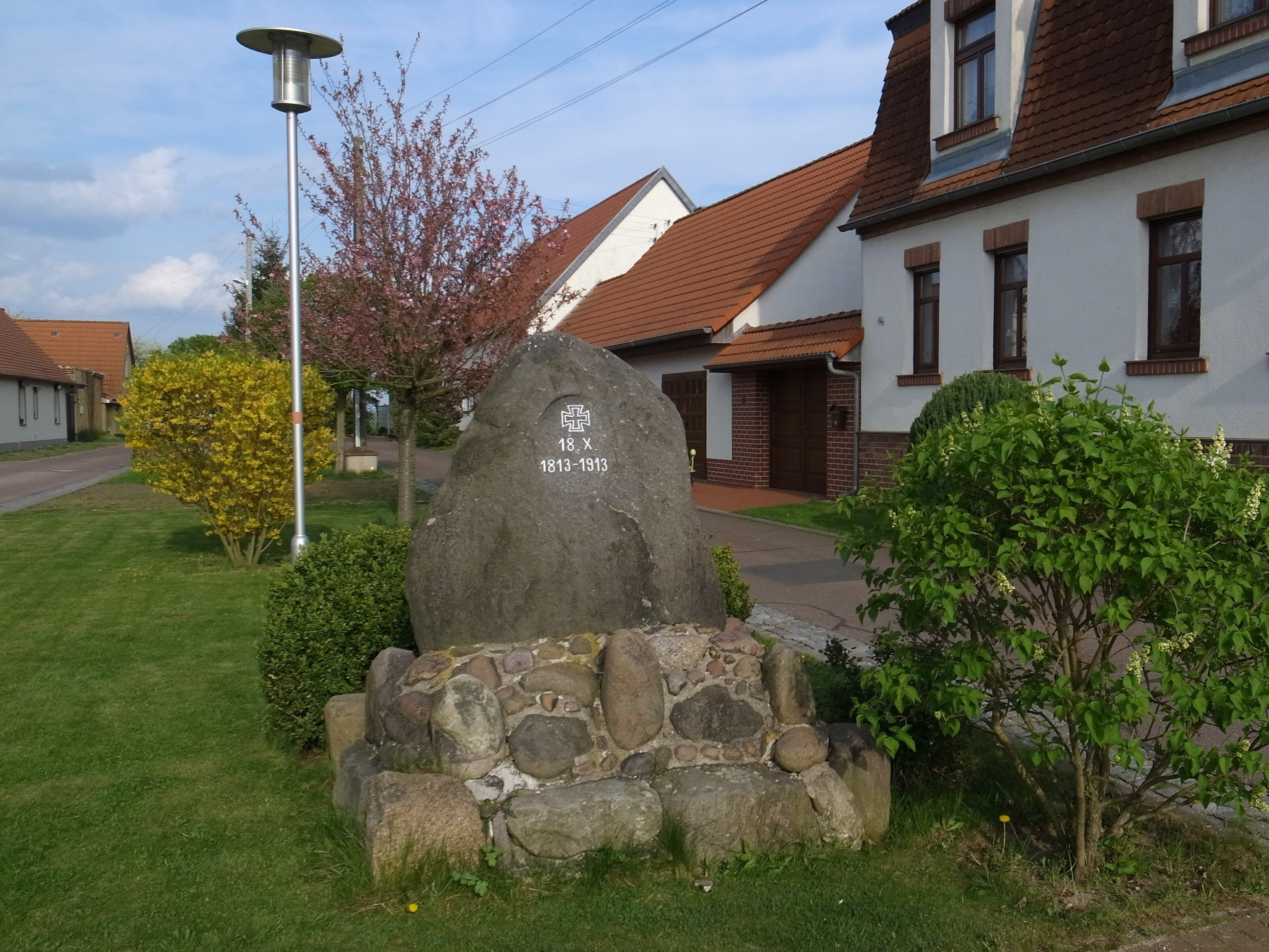
Gedenkstein in Fraßdorf

## Geografie
Fraßdorf liegt zwischen Köthen (Anhalt) und Bitterfeld-Wolfen.

## Geschichte
Der Ort wurde erstmals im Jahr 1266 als Wreciz urkundlich erwähnt. Ab 1644 war der Ort wüst und ist erst seit 1708 wieder bewohnt. 1913 wurde die Freiwillige Feuerwehr Fraßdorf gegründet.
Bis zur Neubildung der Einheitsgemeinde Südliches Anhalt am 1. Januar 2010 war Fraßdorf eine selbstständige Gemeinde in der Verwaltungsgemeinschaft Südliches Anhalt. Letzter Bürgermeister von Fraßdorf war Roberto Peine.
Bis zum 30. November 1994 hieß die Gemeinde offiziell Frassdorf.

## Verkehrsanbindung
Westlich von Fraßdorf verläuft die Bundesstraße 183, von Bitterfeld-Wolfen nach Köthen (Anhalt).